# Eutrichota caduca
Eutrichota caduca este o specie de muște din genul Eutrichota, familia Anthomyiidae. A fost descrisă pentru prima dată de Huckett în anul 1939. Conform Catalogue of Life specia Eutrichota caduca nu are subspecii cunoscute.